# André Parmentier
André Parmentier (n. 29 mai 1876, Sauveterre, Aquitaine, Franța – d. 17 septembrie 1969, Paris, Région parisienne, Franța) a fost un trăgător de tir ce a reprezentat Franța, medaliat olimpic. A participat la 2 ediții ale Jocurilor Olimpice (1908, 1920) în care a câștigat o medalie de argint și o medalie de bronz.